# Thelairophasia transita
Thelairophasia transita là một loài ruồi trong họ Tachinidae.